# Par-impar
Par-impar (dosł. parzyste-nieparzyste) – prosta gra starożytnych Rzymian.
Zasada gry była nieskomplikowana: jeden z uczestników chował w dłoni dowolną liczbę kości, kamieni lub orzechów, a drugi z uczestników musiał odgadnąć, czy ich liczba jest parzysta, czy nieparzysta.